# Nannolene cincta
Nannolene cincta är en mångfotingart som beskrevs av Chamberlin 1941. Nannolene cincta ingår i släktet Nannolene och familjen Cambalidae. Inga underarter finns listade i Catalogue of Life.